# El Sombrero (Corrientes)
Pour les articles homonymes, voir El Sombrero.
El Sombrero est une localité et gare argentine située dans le département d'Empedrado, dans la province de Corrientes. La localité est située sur la route nationale 12, à 31 kilomètres de la ville de Corrientes. Depuis 1958, elle dispose d'une station expérimentale INTA.

## Démographie
La localité compte 707 habitants (Indec, 2010), ce qui représente une baisse de 14,8 % par rapport au précédent recensement de 2001 qui comptait 616 habitants.